# Peanuts
Peanuts è un fumetto a strisce giornaliere e a tavole domenicali realizzato da Charles M. Schulz e pubblicato negli Stati Uniti d'America dal 2 ottobre 1950 al 13 febbraio 2000 (giorno dopo la morte dell'autore). Il fumetto, pubblicato per gran parte della sua produzione in strisce quotidiane di quattro vignette, è stato uno dei più famosi e influenti al mondo venendo pubblicato per cinquanta anni su oltre 2600 testate, tradotto in più di 20 lingue e pubblicato in oltre settanta nazioni raggiungendo 355 milioni di lettori.
I personaggi della serie hanno avuto un enorme successo commerciale e sono anche stati protagonisti di una serie di cartoni animati, di due lungometraggi animati e di una commedia musicale nel 1967: la serie è stata oggetto di saggistica e di interessamento da parte degli intellettuali.

## Storia editoriale
La serie nasce come evoluzione di un'altra intitolata Li'l Folks, una tavola domenicale a fumetti realizzata da Schulz e pubblicata dal 1947 al 1950 su un giornale locale, il St. Paul Pioneer Press la quale venne notata dallo United Feature Syndicate, società che distribuiva serie a fumetti ai quotidiani, e che decise di pubblicarla nel formato a strisce a partire dal 2 ottobre 1950 su alcuni quotidiani statunitensi come il Washington Post e il Chicago Tribune. La United Feature Syndicate impose all'autore di modificare il layout passando al formato a strisce a quattro piccole vignette che sarebbero potute essere disposte a quadrato o in linea a secondo della necessità dei quotidiani; impose anche un nuovo titolo per evitare assonanze con Li'l Abner di Al Capp e Little Folks di Tack Knight. Il termine peanuts venne scelto perché indicava nel teatro la sezione con i posti più economici e a volte usato anche per indicare il pubblico composto da bambini. L'autore ne fu contrariato e in un’intervista molto successiva, nel 1987, definì la scelta ridicola e senza senso o dignità. In un'intervista del 1987 questi dichiarò che «è un nome totalmente ridicolo, non ha significato, crea confusione e non ha dignità - e io credo che il mio umorismo abbia dignità». Nonostante ciò accettò le modifiche facendole diventare punti di forza della serie in quanto lo spazio ridotto delle vignette le diede un aspetto austero che rendeva bene l’alienazione di alcuni personaggi.
Inizialmente vennero pubblicate solo le strisce giornaliere a cadenza quotidiana dal lunedì al sabato, le tavole domenicali non apparvero fino al gennaio 1952. Le strisce quotidiane dei Peanuts erano impaginate nel formato "salva-spazio" a 4 vignette sin dagli anni cinquanta, con rarissime eccezioni sviluppate su 8 vignette. Nel 1975 lo spazio fu leggermente accorciato in orizzontale e nel 1988 Schulz abbandona lo schema classico iniziando ad utilizzare l'intera lunghezza della striscia, in parte per combattere le continue riduzioni di spazio, in parte per sperimentare.
Schulz ha disegnato ininterrottamente la striscia per 50 anni, senza avvalersi di assistenti, nemmeno per i testi e la colorazione. Nel 1999 Schulz decise di ritirarsi e nell'ultima striscia fa scrivere a Snoopy, uno dei personaggi, questa lettera alla macchina da scrivere:
I have been fortunate to draw Charlie Brown and his friends for almost 50 years. It has been the fulfillment of my childhood ambition.
Unfortunately, I am no longer able to maintain the schedule demanded by a daily comic strip. My family does not wish Peanuts to be continued by anyone else, therefore I am announcing my retirement.
I have been grateful for the loyalty of our editors and the wonderful support and love expressed to me by fans of the comic strip.
ho avuto la fortuna di disegnare Charlie Brown e i suoi amici per quasi 50 anni. È stata la realizzazione di tutte le ambizioni della mia infanzia.
Sfortunatamente non sono più in grado di mantenere il ritmo di programmazione di una strip quotidiana. La mia famiglia non desidera che i Peanuts siano continuati da un altro perciò annuncio il mio ritiro.
In tutti questi anni sono stato riconoscente per la correttezza dei nostri editori e il meraviglioso sostegno e affetto espressomi dai fan del fumetto.
(Charles Schultz)
L'ultima striscia è stata disegnata il 3 gennaio 2000 e pubblicata il giorno dopo la morte di Schulz, avvenuta il 12 febbraio successivo. Poiché Schulz nel suo testamento ha proibito la continuazione della serie, molti giornali statunitensi hanno cominciato a ripubblicare le vecchie strisce con il titolo di Classic Peanuts.
Le strisce sono state ristampate in numerosi libri antologici nel corso degli anni, alcuni sono raccolte cronologiche delle stesse mentre altre sono raccolte tematiche. Nel 1997 durante un'intervista per il The Comics Journal, Groth, il direttore della Fantagraphics Books, propose all'autore di poter raccogliere e stampare cronologicamente tutto il materiale ma inizialmente non se ne fece nulla. Dopo la morte di Schultz, Groth si rivolse direttamente alla vedova e il progetto poté partire. Il primo volume della collezione, The Complete Peanuts: 1950 to 1952, fu pubblicato nell'aprile 2004. Nonostante i volumi siano in genere un prodotto di nicchia, l'iniziativa editoriale fu un successo arrivando a vendere per ogni volume più di 15 000 copie oltre a ricevere prestigiosi premi dedicati al fumetto, come due Eisner.

### Edizioni estere
La serie a strisce è stata pubblicata fuori dagli Stati Uniti, tradotta in più di 20 lingue e pubblicata in oltre settanta nazioni.
In Italia esordiscono il 20 febbraio 1961 sul quotidiano Paese Sera, dove Charlie Brown fu ribattezzato "Pierino", così come il titolo della striscia. Il personaggio ha invece il suo nome originale in una serie di volumi cartonati pubblicati dalla Milano Libri di Giovanni Gandini a partire dal 1963 e il successo arriva quando lo stesso editore pubblica il primo numero della rivista a fumetti mensile Linus, nell'aprile 1965, che prende il nome da uno dei personaggi del fumetto. Inoltre le strisce a fumetti sono state pubblicate dalla Rizzoli e dalla Baldini Castoldi Dalai. Tra i suoi traduttori figura anche Umberto Eco. Le strisce dei Peanuts sono pubblicate in italiano ogni giorno dal giornale online il Post.

#### Il grande libro dei Peanuts
Tra il 2003 e il 2012 sono stati pubblicati dalla Baldini Castoldi Dalai editore dieci volumi di grande formato con tutte le strisce e le tavole domenicali raccolte per decennio dagli anni 1950 agli anni 1990.
Strisce giornaliere
| N° | Data di uscita   | Titolo                                                       |
| -- | ---------------- | ------------------------------------------------------------ |
| 1  | 13 novembre 2007 | Il grande libro dei Peanuts. Tutte le strisce degli anni '50 |
| 2  | 23 novembre 2004 | Il grande libro dei Peanuts. Tutte le strisce degli anni '60 |
| 3  | 9 dicembre 2003  | Il grande libro dei Peanuts. Tutte le strisce degli anni '70 |
| 4  | 8 novembre 2005  | Il grande libro dei Peanuts. Tutte le strisce degli anni '80 |
| 5  | 21 novembre 2006 | Il grande libro dei Peanuts. Tutte le strisce degli anni '90 |

Tavole domenicali
| N° | Data di uscita   | Titolo                                                    |
| -- | ---------------- | --------------------------------------------------------- |
| 1  | 25 novembre 2008 | Il grande libro dei Peanuts. Le domenicali degli anni '50 |
| 2  | 10 novembre 2009 | Il grande libro dei Peanuts. Le domenicali degli anni '60 |
| 3  | 23 novembre 2010 | Il grande libro dei Peanuts. Le domenicali degli anni '70 |
| 4  | 22 novembre 2011 | Il grande libro dei Peanuts. Le domenicali degli anni '80 |
| 5  | 30 ottobre 2012  | Il grande libro dei Peanuts. Le domenicali degli anni '90 |

#### The Complete Peanuts
Tra il 2005 e il 2017 Panini Comics ha pubblicato la traduzione italiana dei 26 volumi della serie The Complete Peanuts edita dalla casa editrice di fumetti statunitensi Fantagraphics Books contenente tutta l'opera integrale.
Inoltre dal 2015 al 2018 sono stati pubblicati 5 volumi Peanuts. Tutte le tavole domenicali contenenti le tavole domenicali presenti sull'edizione The Complete Peanuts ma questa volta in formato a colori. La serie è rimasta incompleta (non venendo tradotta dalla versione statunitense) pubblicando le tavole dal 1952 al 1975.

#### Tutto Peanuts
Tra il 2022 e il 2023 la Hachette ha pubblicato in 61 volumi in edicola con cadenza settimanale tutte le strisce giornaliere e le tavole domenicali dalla prima all'ultima in un'edizione cronologica e integrale. Gli editoriali sono realizzati da Luca Boschi e Alberto Brambrilla. In questa collana, a differenza della Panini, le tavole domenicali vengono riprodotte a colori così come sono state concepite originariamente.
L’opera originariamente costituita da 52 volumi cartonati (ogni volume raccoglie un anno della produzione di Schulz) è stata poi portata a un totale di 61 volumi. Dopo il volume dell’anno 2000 sono stati aggiunti i volumi: Archivi Dell (parte 1 e 2), Dopo Schulz (Vol. 1-8) e Prima di Charlie Brown.
| N° | Data di uscita    | Titolo                         |
| -- | ----------------- | ------------------------------ |
| 1  | 20 agosto 2022    | Tutto Peanuts - Anni 1950-1951 |
| 2  | 3 settembre 2022  | Tutto Peanuts - Anno 1952      |
| 3  | 10 settembre 2022 | Tutto Peanuts - Anno 1953      |
| 4  | 17 settembre 2022 | Tutto Peanuts - Anno 1954      |
| 5  | 24 settembre 2022 | Tutto Peanuts - Anno 1955      |
| 6  | 1 ottobre 2022    | Tutto Peanuts - Anno 1956      |
| 7  | 8 ottobre 2022    | Tutto Peanuts - Anno 1957      |
| 8  | 15 ottobre 2022   | Tutto Peanuts - Anno 1958      |
| 9  | 22 ottobre 2022   | Tutto Peanuts - Anno 1959      |
| 10 | 29 ottobre 2022   | Tutto Peanuts - Anno 1960      |
| 11 | 5 novembre 2022   | Tutto Peanuts - Anno 1961      |
| 12 | 12 novembre 2022  | Tutto Peanuts - Anno 1962      |
| 13 | 19 novembre 2022  | Tutto Peanuts - Anno 1963      |
| 14 | 26 novembre 2022  | Tutto Peanuts - Anno 1964      |
| 15 | 3 dicembre 2022   | Tutto Peanuts - Anno 1965      |
| 16 | 10 dicembre 2022  | Tutto Peanuts - Anno 1966      |
| 17 | 17 dicembre 2022  | Tutto Peanuts - Anno 1967      |
| 18 | 24 dicembre 2022  | Tutto Peanuts - Anno 1968      |
| 19 | 7 gennaio 2023    | Tutto Peanuts - Anno 1969      |
| 20 | 14 gennaio 2023   | Tutto Peanuts - Anno 1970      |
| 21 | 21 gennaio 2023   | Tutto Peanuts - Anno 1971      |
| 22 | 28 gennaio 2023   | Tutto Peanuts - Anno 1972      |
| 23 | 4 febbraio 2023   | Tutto Peanuts - Anno 1973      |
| 24 | 11 febbraio 2023  | Tutto Peanuts - Anno 1974      |
| 25 | 18 febbraio 2023  | Tutto Peanuts - Anno 1975      |
| 26 | 25 febbraio 2023  | Tutto Peanuts - Anno 1976      |
| 27 | 4 marzo 2023      | Tutto Peanuts - Anno 1977      |
| 28 | 11 marzo 2023     | Tutto Peanuts - Anno 1978      |
| 29 | 18 marzo 2023     | Tutto Peanuts - Anno 1979      |
| 30 | 25 marzo 2023     | Tutto Peanuts - Anno 1980      |
| 31 | 1 aprile 2023     | Tutto Peanuts - Anno 1981      |
| 32 | 8 aprile 2023     | Tutto Peanuts - Anno 1982      |
| 33 | 15 aprile 2023    | Tutto Peanuts - Anno 1983      |
| 34 | 22 aprile 2023    | Tutto Peanuts - Anno 1984      |
| 35 | 29 aprile 2023    | Tutto Peanuts - Anno 1985      |
| 36 | 6 maggio 2023     | Tutto Peanuts - Anno 1986      |
| 37 | 14 maggio 2023    | Tutto Peanuts - Anno 1987      |
| 38 | 21 maggio 2023    | Tutto Peanuts - Anno 1988      |
| 39 | 28 maggio 2023    | Tutto Peanuts - Anno 1989      |
| 40 | 3 giugno 2023     | Tutto Peanuts - Anno 1990      |
| 41 | 10 giugno 2023    | Tutto Peanuts - Anno 1991      |
| 42 | 17 giugno 2023    | Tutto Peanuts - Anno 1992      |
| 43 | 24 giugno 2023    | Tutto Peanuts - Anno 1993      |
| 44 | 1 luglio 2023     | Tutto Peanuts - Anno 1994      |
| 45 | 8 luglio 2023     | Tutto Peanuts - Anno 1995      |
| 46 | 15 luglio 2023    | Tutto Peanuts - Anno 1996      |
| 47 | 22 luglio 2023    | Tutto Peanuts - Anno 1997      |
| 48 | 29 luglio 2023    | Tutto Peanuts - Anno 1998      |
| 49 | 19 agosto 2023    | Tutto Peanuts - Anno 1999      |
| 50 | 2 settembre 2023  | Tutto Peanuts - Anno 2000      |
| 51 | 16 settembre 2023 | Archivi Dell - Parte 1         |
| 52 | 23 settembre 2023 | Archivi Dell - Parte 2         |
| 53 | 30 settembre 2023 | Dopo Schulz - Vol. 1           |
| 54 | 14 ottobre 2023   | Dopo Schulz - Vol. 2           |
| 55 | 21 ottobre 2023   | Dopo Schulz - Vol. 3           |
| 56 | 28 ottobre 2023   | Dopo Schulz - Vol. 4           |
| 57 | 4 novembre 2023   | Dopo Schulz - Vol. 5           |
| 58 | 11 novembre 2023  | Dopo Schulz - Vol. 6           |
| 59 | 18 novembre 2023  | Dopo Schulz - Vol. 7           |
| 60 | 25 novembre 2023  | Dopo Schulz - Vol. 8           |
| 61 | 2 dicembre 2023   | Prima di Charlie Brown         |

#### Volumi celebrativi
- 60 anni di Peanuts (Celebrating Peanuts: 60 Years): volume di 535 pagine pubblicato dalla Panini Comics il 2 settembre 2010 (per celebrare i 60 anni di Peanuts) che raccoglie alcune strisce giornaliere e tavole domenicali arricchite da curiosità legate alla creazione e commenti dall'autore Schulz e dall'editore.
- Peanuts. L'arte di Charles M. Schulz (Peanuts: The Art of Charles M. Schulz): volume di 336 pagine pubblicato dalla Panini Comics il 30 settembre 2010 (per celebrare i 60 anni di Peanuts) tipo un vecchio album di ricordi di famiglia, fotografato da Geoff Spear direttamente dalle strip originali e dall'archivio personale di Schulz, sia in bianco e nero che a colori, in tutto lo splendore originale delle pagine ingiallite e consumate dal tempo. Il volume raccogli i vecchi disegni dai lavori di Schulz del periodo del servizio militare, del periodo in cui lavorava per una rivista cattolica e delle sue primissime tavole di Li'l Folks. L'introduzione della moglie, i commenti del fotografo, e vari estratti dalle lettere ricevute da Schulz sia dagli amici che dai fan, forniscono una visione profonda della personalità e della tecnica dell'artista.
- Peanuts. Un tributo a Charles M. Schulz (Peanuts: A Tribute to Charles M. Schulz): volume di 141 pagine pubblicato dalla Panini Comics il 6 ottobre 2016 (per celebrare i 65 anni di Peanuts) che raccoglie interpretazioni della gang di Peanuts da parte di grandi nomi della scena fumettistica internazionale (tra i quali Matt Groening, Patrick McDonnell, Terry Moore, Mike Allred, Paul Pope).

## Ambientazione
I personaggi interagiscono prevalentemente in una generica periferia di una cittadina statunitense imprecisata, formata da tante casette, ognuna con il suo piccolo giardino e da una scuola elementare frequentata dai protagonisti che a volte si trasferiscono in un campo estivo in campagna. Caratteristica comune è l'assenza degli adulti i quali non compaiono mai se non citati indirettamente. Lo stile è minimalista senza sfondi oppure tratteggiati sommariamente come se costringesse «i suoi lettori a focalizzarsi sulle sfumature sottili, piuttosto che su ampie azioni o passaggi improvvisi». Schulz mantenne questa impostazione per tutta la vita, riaffermando nel 1994 l’importanza di costruire le strisce completamente da solo: «Non si tratta di una sciocca questione di riempire dei riquadri d’inchiostro. È un’impresa terribilmente seria».

## Personaggi
La serie inizialmente era incentrata su quattro personaggi: Charlie Brown, Shermy, Patty (solo omonima di Piperita Patty, che arrivò più tardi) e un bracchetto, Snoopy, che inizialmente compare come un normalissimo cane e i cui pensieri ancora non vengono scritti esplicitamente. Presto però l'autore iniziò a concentrarsi maggiormente su Charlie Brown. Col tempo Shermy e Patty passano in secondo piano mentre nuovi personaggi vengono aggiunti: Schroeder, Lucy van Pelt e suo fratello Linus debuttano come bambini molto piccoli (Schroeder esordisce avvolto in pannolini e ancora incapace di parlare). Seguono poi Piperita Patty, una bambina decisa e un po' rude la quale sconvolge il mondo di Charlie Brown chiamandolo "Ciccio" (Chuck), facendogli la corte e rivolgendogli complimenti che lui non è ben sicuro di meritare; Patty, capitano di un'altra squadra di baseball avversaria di Charlie Brown, porta con sé una nuova serie di personaggi, tra cui il primo personaggio nero, Franklin, e l'amica studiosa Marcie Johnson, che la chiama "capo" (sir) e "Charles" Charlie Brown mentre tutti gli altri personaggi lo chiamano sempre "Charlie Brown" eccetto Eudora, che lo chiama anch'essa "Charles" e Peggy Jean che, fuorviata involontariamente dallo stesso Charlie Brown, lo chiama "Brownie Charles".
Ci sono poi la sorella minore di Charlie Brown, Sally, infatuata di Linus; l'uccello Woodstock, amico di Snoopy, che parla una sua lingua resa solo con serie di barrette verticali e che qualche volta si può vedere insieme ai suoi amici pennuti Conrad, Bill e Olivier; Pigpen, il bambino perennemente sporco avvolto da una nube di polvere, e Spike, uno dei fratelli di Snoopy, che vive nel deserto; altri fratelli di Snoopy sono Andy, Olaf, Pallino, e una femmina, Belle, che vive a Kansas City col figlio. Un altro personaggio importante ma sempre fuori campo è la ragazzina dai capelli rossi di cui Charlie Brown è innamorato, senza riuscire a trovare mai il coraggio di dichiararsi; altro personaggio spesso citato ma mai comparso è il gatto dei vicini, odiato e temuto da Snoopy; Peggy Jean è invece una ragazza che Charlie Brown conosce in un campeggio e alla quale, emozionato, dice di chiamarsi "Browney Charles" e così tutte le lettere che la ragazza gli avrebbe potuto mandare non gli arriveranno mai.
Negli anni settanta assume maggiore centralità anche Snoopy, che cambia aspetto e carattere assumendo connotazioni antropomorfe, camminando su due zampe, usando le zampe anteriori come mani oltre a essere indicato da Piperita Patty come «il bambino buffo con un gran naso». In questo periodo molti episodi sono incentrate sulle vite immaginarie di Snoopy, che immaginandosi nei panni di un asso del volo della prima guerra mondiale, ingaggia immaginarie lotte aeree col Barone rosso, o un famoso giocatore di hockey, col divertimento e lo sbigottimento dei bambini che s'interrogano su cosa stia facendo e che talvolta partecipano all'azione. Nel corso della striscia, Snoopy ha impersonato oltre un centinaio di personaggi diversi, da "Joe Falchetto" (Joe Cool) a Topolino, dall'avvoltoio all'avvocato.
I personaggi non invecchiano eccettuati quelli che hanno esordito come neonati e vengono poi ad assumere un'età simile a quella degli altri più grandi: Linus, ad esempio, esordisce come neonato e, nell'arco dei primi dieci anni, passa dall'infanzia a un'età simile a quella di Charlie Brown, durante la quale impara a parlare e a camminare per poi smettere di crescere quando ha circa un anno meno di Charlie Brown. Lo stesso Charlie Brown debutta come un bambino di quattro anni e nell'arco dei vent'anni di pubblicazione successivi passa ad avere otto anni, per poi stabilizzarsi a questa età. Suoi coetanei sono Lucy, Shermy, Violet, Schroeder, tutti bambini di terza elementare; poi ci sono fratelli e sorelle minori come Linus, Sally, Frieda, Eudora e qualche altro personaggio minore, tutti di circa uno o due anni più giovani rispetto ai precedenti e infine Replica (o Ripresa secondo un'altra traduzione, Rerun nel testo originale), fratello più giovane di Linus e Lucy, che debutta come neonato e si ferma poi a un'età di pochi anni.

### Personaggi principali
Elenco dei personaggi principali in ordine di esordio nella striscia:
- Charlie Brown (1950)
- Shermy (1950)
- Patty (1950)
- Snoopy (1950)
- Violet (1951)
- Schroeder (1951)
- Lucy (1952)
- Linus (1952)
- Pig-Pen (1954)
- Sally (1959)
- Frieda (1961)
- Woodstock (1966)
- Piperita Patty (1966)
- Franklin (1968)
- Marcie (1971)
- Replica (Ripresa secondo un'altra traduzione) (1973)
- Spike (1975)
- Eudora (1978)

### Personaggi minori
Elenco parziale dei personaggi apparsi in singole situazioni o per un periodo di tempo limitato:
- 3, 4 e 5;
- Albero mangia aquiloni;
- Gli amici di Woodstock;
- Andy;
- Belle;
- Charlotte Braun;
- Faron;
- Gatto dei vicini;
- Il Grande Cocomero;
- Lila;
- Lydia;
- Miss Othmar;
- Molly Volley;
- Olaf;
- Pallino;
- Peggy Jean;
- Ragazzina dai capelli rossi;
- Roy;
- Scuola;
- Joe Shlabotnik;
- Thibault.

## Altri media

### Cinema
Il primo lungometraggio della serie apparirà nel 1969 con il titolo Arriva Charlie Brown, che verrà seguito poi da Snoopy cane contestatore (1972), Corri più che puoi Charlie Brown (1977) e Buon viaggio, Charlie Brown (1980). Nell'ottobre 2012 la 20th Century Fox Animation e i Blue Sky Studios hanno acquisito i diritti per la realizzazione di un film basato sul franchise di Charles Schulz. L'uscita del film, intitolato Snoopy & Friends - Il film dei Peanuts, è avvenuta il 5 novembre 2015, in concomitanza del 65º anniversario del debutto della striscia a fumetti dei Peanuts e del 50º anniversario dello speciale televisivo Buon Natale, Charlie Brown!.

### Televisione

#### Spot pubblicitari
La prima apparizione come cartone animato in bianco e nero fu per la Ford, che utilizzò i Peanuts per pubblicizzare nel 1959 la sua Ford Falcon.
Ancora oggi i personaggi dei Peanuts fanno la loro comparsa in animazioni per spot pubblicitari. In Italia, Linus e la sua coperta sono stati usati, fra l'altro, per reclamizzare un detersivo, un'assicurazione ed una catena di lavanderie a gettoni.

#### Cartoni animati
Speciali televisivi
Lo spot della Ford fu animato da Bill Melendez che lavorava presso la Playhouse Pictures, uno studio d'animazione. Schulz e Melendez divennero amici e quando successivamente il produttore Lee Mendelson decise di realizzare un cortometraggio animato dal titolo A Boy Named Charlie Brown, questi mise Melendez a lavorare all'animazione ma prima ancora di concludere questo progetto, i tre realizzarono - sponsorizzati dalla Coca Cola - il loro primo special televisivo, Buon Natale, Charlie Brown!, musicato da Vince Guaraldi e trasmesso dalla CBS nel 1965. Vi sono alcune differenze tra la versione animata e quella stampata dei personaggi. Nella striscia le voci degli adulti non si sentono mai (fatta eccezione per i primi anni), le conversazioni vengono viste solo dal punto di vista dei personaggi, ovvero questi rispondono alle domande loro poste dagli adulti. Questo aspetto viene mantenuto da Melendez nel cartone animato sostituendo le voci degli adulti con dei suoni modificati di trombone (il famoso whaa whaaaw whaa whaa). La maggiore differenza riguarda però Snoopy: nei cartoni animati i pensieri di Snoopy non appaiono in fumetti e non vengono letti da voci, vengono invece comunicati indirettamente ricorrendo al linguaggio del corpo ed ai suoni tipici di un cane ed attraverso dialoghi di cui si sente solo la parte dell'altro personaggio. Queste modifiche furono abbandonate per un po' nel passato; nello speciale Lei è una brava pattinatrice Charlie Brown un attore dà voce ai pensieri di Snoopy. L'eliminazione dei pensieri di Snoopy dal dialogo è una delle modifiche più controverse, ma sembra che fosse stato lo stesso Schulz a volerla o perlomeno a suggerirla. Il successo di Buon Natale, Charlie Brown! fu d'impulso per la CBS a trasmettere una serie di speciali a cartoni animati in prima serata negli anni successivi, tra i quali Aspettando il Grande Cocomero; Aspettando il cane di Pasqua e molti altri. In totale, furono prodotti più di trenta special, resi famosi anche dalle loro colonne sonore dal tipico pianoforte jazz, scritte da Vince Guaraldi. In particolare, il brano Linus and Lucy divenne una sorta di "marchio di fabbrica" musicale della striscia. Schulz e i suoi collaboratori lavorarono successivamente ad altri speciali e a dei lungometraggi, il primo dei quali fu Arriva Charlie Brown, del 1969. Molte di queste produzioni erano adattamenti presi direttamente dalla striscia di Schulz, anche se in alcuni casi vennero sviluppate storie autonome. Gli speciali ebbero il loro maggiore successo durante gli anni settanta, con una media di una nuova produzione ogni anno. Durante gli anni ottanta la popolarità dei Peanuts cominciò a scemare e la CBS rifiutò qualche speciale. Le ultime produzioni non vennero trasmesse ma diffuse direttamente in cassetta, dopo le quali occorrerà attendere fino al 2000, quando la ABC comprerà i diritti a trasmettere tre nuovi special durante l'autunno.
The Charlie Brown and Snoopy Show
Serie animata prodotta dal 1983 al 1986 in due stagioni e trasmessa al sabato mattina.
This Is America, Charlie Brown
Miniserie televisiva, composta da otto episodi, che raffigura alcuni avvenimenti storici americani utilizzando i personaggi dei Peanuts. Il primo episodio andò in onda, per la prima volta il 21 ottobre 1988.
Peanuts Motion Comics
Serie di cortometraggi basata sulle strisce degli anni 60 di Peanuts. La serie è composta da venti episodi. Uscì per la prima volta su iTunes nel 2008.
Peanuts
Dal 9 novembre 2014 va in onda sul canale France 3 una nuova serie TV, prodotta dallo studio francese Normaal Animation, intitolata Peanuts. È composta da 4 stagioni, da 26 episodi l'una. In Italia esordisce con lo stesso titolo, nel 2015 in home-video e nel 2016 su Rai Gulp.
Snoopy nello spazio
Miniserie animata del 2019, composta da 12 episodi. La serie è disponibile in esclusiva su Apple TV+. È stata fatta per i 50 anni dal atterraggio dell'Apollo 11.
Le avventure di Snoopy
Serie animata del 2021 disponibile su Apple TV+ da febbraio 2021. La grafica, le animazioni e la presenza di Snoopy come protagonista sono riprese dalla precedente serie Snoopy nello spazio, anch'essa di Apple.

### Teatro
I personaggi della striscia sono stati protagonisti del musical You're a Good Man, Charlie Brown e Snoopy!!! nel 1967.
You're a Good Man, Charlie Brown fu inizialmente un musical off-Broadway di grande successo che rimase in cartellone per quattro anni tra New York e il tour successivo, tra il 1967 ed il 1971, con Gary Burghoff nel ruolo di Charlie Brown. Un revival aggiornato ha debuttato a Broadway nel 1999, il quale ha vinto due Tony Award, per il miglior attore non protagonista in un musical (Roger Bart-Snoopy) e migliore attrice non protagonista in un musical (Kristin Chenoweth-Sally Brown). Da esso sono stati tratti anche due adattamenti televisivi, uno con attori (per la NBC) ed uno a cartone animato (per la CBS).

### Musica
Nel 1997 la compositrice americana Ellen Taaffe Zwilich ha composto un concerto per pianoforte e orchestra intitolato Peanuts Gallery, ispirato dai personaggi del fumetto Peanuts di Charles M. Schulz. La prima assoluta dell'opera è avvenuta il 22 marzo dello stesso anno alla Carnegie Hall.

### Videogiochi
Elenco probabilmente non esaustivo:
- Game & Watch
  - Snoopy Tennis (1982)
  - Snoopy (1983) serie Tabletop
  - Snoopy (1983) serie Panorama
- Snoopy and the Red Baron (1983) per Atari 2600
- Serie di giochi educativi della Random House per Apple II e Commodore 64[30]
  - Charlie Brown's ABCs (1984)
  - Snoopy to the Rescue (1984)
  - Peanuts Maze Marathon (1984)
  - Snoopy's Skywriter Scrambler (1984)
  - Peanuts Picture Puzzlers (1984)
  - Snoopy Writer (1985)
  - Snoopy's Reading Machine (1985)
  - Typing Is a Ball, Charlie Brown (1985?)
- Snoopy (1984) per Commodore 64, sebbene piuttosto diffuso[31], probabilmente non ha licenza dei Peanuts, e uscì come Johnny o Bango[32]
- Snoopy's Silly Sports Spectacular (1988) per NES
- Snoopy: The Cool Computer Game (1989) per Amiga, Amstrad CPC, Atari ST, CDTV, MS-DOS, ZX Spectrum
- Snoopy's Magic Show (1990) per Game Boy
- Snoopy: The Case of the Missing Blanket (1991) per CDTV
- Snoopy's Game Club (1992) per MS-DOS
- Serie di educativi Yearn2Learn della Image Smith
  - Yearn2Learn: Peanuts (1994) per CD-i, Macintosh, Windows 3.1
  - Yearn2Learn: Master Snoopy's World Geography (1995) per Macintosh, Windows
  - Yearn2Learn: Snoopy's Master Spelling (1995?) per Macintosh, Windows
- What Are You Doing Today, Charlie Brown? (1994) per Macintosh, Windows
- Get Ready for School, Charlie Brown! (1995) per Windows
- Peanuts Family Organizer (1995?), software di utilità per Macintosh, Windows
- Snoopy Concert (1995) per SNES
- Snoopy's Campfire Stories (1996) per Macintosh, Windows 3.1, Windows
- Snoopy Tennis (2001) per Game Boy Color
- Where's the Blanket Charlie Brown? (2002) per Macintosh, Windows
- Snoopy vs. the Red Baron (2006) per PlayStation 2, PlayStation Portable, Windows
- It's the Big Game, Charlie Brown! (2007) per Macintosh, Windows
- Snoopy: The Flying Ace (2007) per cellulari
- La grande avventura di Snoopy (The Peanuts Movie: Snoopy's Grand Adventure, 2015) per Nintendo 3DS, PlayStation 4, Wii U, Xbox 360, Xbox One
- Peanuts: Snoopy's Town Tale (2015) per iOS[33]
- Snoopy Pop (2017) per Android, iOS

## Premi e riconoscimenti
- Nel 1990, al museo del Louvre di Parigi è stata dedicata una mostra ai Peanuts per i quarant’anni della serie, nella quale il suo autore ha ricevuto una onorificenza dalla Francia.[2]
- “Il fantastico mondo dei Peanuts”, mostra in occasione del 65º anniversario della serie organizzata da WOW Spazio Fumetto di Milano dal 17 ottobre 2015 al 10 gennaio 2016.[34]
- Museo dedicato a Snoopy, personaggio del fumetto, a Tokyo.[35]

## Influenza culturale
- Nel 2010, anno del 60º anniversario della nascita dei Peanuts, esce il primo[senza fonte] saggio monografico sull'opera completa di Schulz: Piccola storia dei Peanuts (Donzelli, Roma), che analizza forma e contenuto dei Peanuts come opera d'arte.
- All'interno dell'album Mylo Xyloto, uscito nel 2011, della band britannica dei Coldplay è presente una canzone intitolata a Charlie Brown.
- La prefazione del 25° volume della collana The Complete Peanuts, edito da Fantagraphics Books, è stata scritta da Barack Obama.[13][36]
- La navicella di comando e il modulo lunare della missione spaziale Apollo 10 sono stati battezzati rispettivamente Charlie Brown e Snoopy.[6]
- Giorgio Gaber ha dedicato al fumetto la canzone "Snoopy contro il Barone Rosso".[6]